# Літературна мова
Літерату́рна мо́ва — це оброблена, унормована форма національної мови, як у писемних так і в усних різновидах, що обслуговує культурне життя народу та всі сфери його суспільної діяльности: державні та громадські установи, пресу, художню літературу, науку, театр, освіту й побут людей. Вона характеризується внормованістю, уніфікованістю, стандартністю, високою граматичною організацією, стилістичною диференціацією.
Мова художньої літератури, критики, наукових статей, газет також називається літературною мовою. Натомість у західній традиції розрізняється «стандартна мова» (англ. Standard language) та «літературна мова» (англ. Literary language).
Письмова форма літературної мови функціонує в галузі державної, політичної, господарської, наукової та культурної діяльности. Усна форма літературної мови обслуговує безпосереднє спілкування людей, побутові й виробничі потреби суспільства.
Зміст поняття «літературна мова» змінюється у процесі історичного розвитку. Літературна мова постійно розвивається і збагачується.
Як синонім терміну «літературна мова» можна вживати термін «стандартна» або «стандартизована мова», який особливо характерний для англійської лінгвістичної традиції. На інших мовах термін «літературна мова» також розуміється як термін для одного з двох основних функціональних стилів мовлення, поставлений в опозицію до розмовної мови або — у ще вужчому сенсі — як мова літератури.

## Сучасна українська літературна мова
Сучасна українська літературна мова поступово формувалася на основі середньонаддніпрянського говору південно-східного наріччя на основі діалектів сучасної Полтавщини та Південної Київщини, ввібравши в себе деякі діалектні риси інших наріч. Початкову добу нової, властивої української літературної мови було закладено у ранніх творах, тексти яких збереглися, це інтермедії Я. Ґаватовича (1619 р.), «Пісня про Кулину» (1612 р.); інтермедії Митрофана Довгалевського — «Комическое дѣйствіе» (1736 р.); та «Властнотворный образ человѣколюбія Божія» (1737 р.); інтермедії Г. Кониського в його драмі «Воскресеніе мертвыхъ» (40-і роки XVIII ст.) та інш. Першим великим твором загальнонаціонального значення нової української літературної мови була «Енеїда» І. П. Котляревського — автора перших великих художніх творів «Наталка Полтавка», «Москаль-чарівник»). Остаточне сформування нової української літературної мови закінчилося літературно-мовною діяльністю Т. Г. Шевченка. Традиції Шевченка в розвитку української літературної мови провадили далі у своїй творчості І. Я. Франко, Леся Українка, Панас Мирний, М. М. Коцюбинський та інші письменники.
Сучасна українська літературна мова — мова сучасних засобів масової інформації, ділового спілкування, науки, освіти, художньої творчості, розмовного стилю. У широкому розумінні ототожнюється з новою українською літературною мовою (у сучасних словниках, граматиках саме в такому розумінні використовуються тексти нової української літературної мови, що сприймаються сучасними читачами як нормативні). У вузькому розумінні — літературна мова, яку вживають три останні покоління учасників мовної комунікації, тобто часові межі її охоплюють 60 років. Визначальними для неї є літературні норми, яких дотримується середнє, найактивніше в сусп. житті, покоління. Досить поширене ототожнення сучасної української мови з мовною практикою одного-двох останніх десятиліть, протягом яких помітні зміни в словниковому складі, тенденції у словотворенні, активні процеси в синтаксисі, нові стилістичні явища, зумовлені функціонуванням одиниць мови у різних сферах спілкування..
Сучасна українська літературна мова не є сталою. Словники активно поповнюється різногалузевою термінологією. З кожної галузі науки, техніки, із спец. літератури та інших сфер життя регулярно потрапляють нові слова до загальномоовного:
- наукові терміни, що стають основою для утворення похідних слів (наприклад, біокібернетика, біокібернетик, біокібернетичний). Загальновідомими й загальновживаними стали в такі терміни, як комп’ютерна техніка, комп’ютерне забезпечення, комп’ютеризувати, комп’ютеризація, програміст, роботизовані дільниці та інші.
- номінатні одиниці, словосполучень на означення часових понять, які відповідно оцінюються у сусп. мовній практиці: період стагнації, доба застою, застійна пора, культівські часи, посткультівські часи, тоталітарна система, атомно-космічне століття, дочорнобильський період.
- утворення від власних імен на -щина з узагальненим негат. змістом: валуєвщина, сталінщина, брежнєвщина.
- моделі слів із префіксами й суфіксами типу а-, анти-, архі-, бі-, де-(дез-), ре-, -ант, -ер.
- слово- й основоскладання, напр.: стоп-кран, фільтр-прес, атомохід, місяцехід, ракетоносець.
- збільшується в словниках кількість слів із першими частинами авіа-, авто-, аеро-, гідро-, газо-, біо-, водо-, кіно-, космо-, метало-.
- словотвотворення частин іноземних мов (аерозоль, батискаф, круїз, кемпінг, транзистор, алергія, бестселер, геронтолог, смог, сертифікат)
- запозичення типу імідж, менеджер, спонсор, лідер, лайнер, телефакс.
- етнографізми чи фольклоризми, як веснянки, гаївки, гагілки чи назви з дит. фольклору — забавлянки, пестушки, утішки, чукикалки.

Але одночасно поступово в літературній мові втрачають значення слова притаманні певним регіонам та місцевостям (леґінь, ватра, кептар, колиба, трембіта, ґазда).
Показник життєздатності сучасної літературної мови — динаміка її розмовного різновиду. Розмовні експресивні структури індивідуалізують мову, передають відтінки емоційного сприймання дійсності, надають літературному тексту природного, свіжого звучання. Проте розмовний стиль сучасної української літературної мови через нерівномірність, непропорційність розвитку функціональних стилів, через обмеження сфер застосування літературної мови не має усталених, вироблених стилістістичних норм. Під впливом російськомовного оточення носії української мови часто послуговуються мішаниною з російських та українських слів, т. з. суржиком. Усно-розмовний різновид також зазнає впливу діалектів, внаслідок чого виникають варіантні норми. В усній формі літературної мови поширені некодифіковані варіантні наголоси в особових формах дієслів типу зберемо, візьмемо та інших.
Розширення сфер уживання сучасної літературної мови закономірно веде до збільшення кількості варіантних форм, до детальнішої диференціації стилістичних норм як усного, так і писемного різновиду літературної мови.